# Coupe Frantz-Reichel
La Coupe Frantz Reichel de rugby à XV est décernée annuellement, depuis 1931, au champion de France Elite A de moins de 21 ans. La Coupe René Crabos, créée en 1950, concerne les juniors de moins de 19 ans. La Coupe Roger Taddéï (ex-Coupe de l'Avenir), créée en 1942, est disputée par des équipes régionales juniors 1re année.
Cette compétition est depuis 2015[réf. nécessaire] jumelée avec le championnat de France espoirs.

## Palmarès
- 1931: AS Montferrand bat TOEC 12-6
- 1932: AS Montferrand bat Le Boucau 6-3
- 1933: ASPTT Paris bat Aviron bayonnais 8-3
- 1934: SC Montluçon bat FC Lyon 9-3
- 1935: AS Montferrand bat AS Béziers 13-9 (après prolongations)
- 1936: AS Béziers bat Cognac 14-5
- 1937: USAP bat CA Bègles-Bordeaux 24-4
- 1938: USAP bat RC Châlon 9-0
- 1939: Stadoceste tarbais bat CA Bègles-Bordeaux 3-0

- 1943: USAP bat Saint-Jean-de-Luz 19-5
- 1944: AS Carcassonne bat Boucau 15-6
- 1945: US Bergerac bat Section paloise 8-3
- 1946: Aviron bayonnais bat Lyon OU 8-5
- 1947: USAP bat Stade toulousain 6-3 (après prolongations)
- 1948: Stade toulousain bat USAP 9-0
- 1949: US Dax bat AS Béziers 23-8
- 1950: US Dax bat US Romans Péage 12-11
- 1951: AS Montferrand bat AS Béziers 3-0
- 1952: Stadoceste tarbais bat US Romans Péage 6-3
- 1953: Aviron bayonnais bat US bressane 12-11
- 1954: Racing club de France bat Stadoceste tarbais 9-0
- 1955: USAP bat Aviron bayonnais 3-0
- 1956: USAP bat Racing club de France 8-6
- 1957: Stade montois bat Racing club de France 6-6
- 1958: Racing club de France bat Stade montois 14-3
- 1959: Racing club de France bat Club Oloronais 14-0
- 1960: FC Lourdes bat Vierzon 21-6
- 1961: Racing club de France bat Aviron bayonnais 23-3
- 1962: Racing club de France bat Stade toulousain 16-8
- 1963: Racing club de France bat SU Agen 9-5
- 1964: Racing club de France bat CA Lannemezan 3-0
- 1965: Stade dijonnais bat Racing club de France 12-6
- 1966: CA Périgueux bat AS Béziers 14-6
- 1967: SU Agen bat AS Béziers 16-5
- 1968: AS Béziers bat Biarritz olympique 6-6 (au nombre d'essais marqués)
- 1969: SU Agen bat USAP 12-12 (au nombre d'essais)
- 1970: Racing club de France bat Bages 16-6
- 1971: Stade Rochelais et Bages 6-6 (titre partagé)
- 1972: USAP bat Stadoceste tarbais 16-13
- 1973: USAP bat Paris université club 15-3
- 1974: Stade Rochelais bat RC Toulon 19-9
- 1975: Racing club de France bat SA Mauléon 32-4
- 1976: RC Narbonne bat Racing club de France 44-11
- 1977: CA Bègles-Bordeaux bat SC Graulhet 12-10
- 1978: Racing club de France bat Biarritz olympique 30-0
- 1979: Paris université club bat Stade montois 10-0
- 1980: US Tyrosse bat La Voulte sportif 6-3
- 1981: FC Grenoble bat AS Beziers 41-13
- 1982: US Romans Péage bat Aurillac 23-21
- 1983: La Voulte sportif bat Stadoceste tarbais 15-10
- 1984: La Voulte sportif bat RC Narbonne 31-21
- 1985: US Dax bat Aviron bayonnais 9-7
- 1986: AS Beziers bat Castres 36 -12
- 1987: Racing club de France bat Section paloise 21-9
- 1988: Stade toulousain bat Section paloise 38-6
- 1989: Stade toulousain bat FC Grenoble 26-3
- 1990: Stade toulousain bat FC Grenoble 31-3
- 1991: Stade toulousain bat AS Béziers 26-9
- 1992: Titre partagé entre le FC Grenoble et l'USAP 13-13
- 1993: US Dax bat FC Grenoble 17-7
- 1994: Stade toulousain bat RC Nîmes Gard 21-3
- 1995: Stade toulousain bat Castres olympique 13-8
- 1996: Aviron bayonnais bat RC Toulon 18-13
- 1997: RC Toulon bat US Dax 38-20
- 1998: RC Toulon bat CS Bourgoin-Jallieu 23-19
- 1999: Stade français bat Section paloise 34-17
- 2000: Section paloise bat Villeurbanne 33-24
- 2001: Section paloise bat RC Narbonne 21-6
- 2002: Stade toulousain bat Aviron bayonnais 55-16
- 2003: Castres olympique bat Biarritz olympique 30-15
- 2004: AS Montferrand bat Montpellier HR 25-10
- 2005: USAP bat RC Toulon 34-32 (après prolongations)
- 2006: CS Bourgoin-Jallieu bat RC Narbonne 15-6
- 2007: CS Bourgoin-Jallieu bat Section paloise 30-26
- 2008: Castres olympique bat Aviron bayonnais 31-6
- 2009: Castres olympique bat Lyon OU 27-14
- 2010: RC Toulon bat USAP 28-24
- 2011: Montpellier HR bat Lyon OU 24-19
- 2012: Aviron bayonnais bat Lyon OU 19-12
- 2013: FC Grenoble bat Lyon OU 9-0
- 2014: FC Grenoble bat SC Albi 18-16
- En 2015, cette compétition est jumelée avec le championnat de France espoirs[1]

## Palmarès par club
| Rang | Club                  | Titres (éditions)                                                       |
| ---- | --------------------- | ----------------------------------------------------------------------- |
| 1    | Racing club de France | 11 (1954, 1958, 1959, 1961, 1962, 1963, 1964, 1970, 1975, 1978 et 1987) |
| 2    | USA Perpignan         | 10 (1937, 1938, 1943, 1947, 1955, 1956, 1972, 1973, 1992 et 2005)       |
| 3    | Stade toulousain      | 8 (1948, 1988, 1989, 1990, 1991, 1994, 1995 et 2002)                    |
| 4    | AS Montferrand        | 5 (1931, 1932, 1935, 1951 et 2004)                                      |
| 5    | FC Grenoble           | 4 (1981, 1992, 2013 et 2014)                                            |
|      | Aviron bayonnais      | 4 (1946, 1953, 1996 et 2012)                                            |
|      | US Dax                | 4 (1949, 1950, 1985 et 1993)                                            |
| 8    | RC Toulon             | 3 (1997, 1998 et 2010)                                                  |
|      | Castres olympique     | 3 (2003, 2008 et 2009)                                                  |
|      | AS Béziers            | 3 (1936, 1968 et 1986)                                                  |
| 10   | CS Bourgoin-Jallieu   | 2 (2006 et 2007)                                                        |
|      | Section paloise       | 2 (2000 et 2001)                                                        |
|      | La Voulte sportif     | 2 (1983 et 1984)                                                        |
|      | Stade rochelais       | 2 (1971 et 1974)                                                        |
|      | SU Agen               | 2 (1967 et 1969)                                                        |
|      | Stadoceste tarbais    | 2 (1939 et 1952)                                                        |
| 17   | Montpellier HR        | 1 (2011)                                                                |
|      | Stade français        | 1 (1999)                                                                |
|      | US Romans Péage       | 1 (1982)                                                                |
|      | US Tyrosse            | 1 (1980)                                                                |
|      | Paris UC              | 1 (1979)                                                                |
|      | CA Bègles-Bordeaux    | 1 (1977)                                                                |
|      | RC Narbonne           | 1 (1976)                                                                |
|      | Bages                 | 1 (1971)                                                                |
|      | CA Périgueux          | 1 (1966)                                                                |
|      | Stade dijonnais       | 1 (1965)                                                                |
|      | FC Lourdes            | 1 (1960)                                                                |
|      | Stade montois         | 1 (1957)                                                                |
|      | US Bergerac           | 1 (1945)                                                                |
|      | US Carcassonne        | 1 (1944)                                                                |
|      | SC Montluçon          | 1 (1934)                                                                |
|      | ASPTT Paris           | 1 (1933)                                                                |